# Armoiries du Québec
Les armoiries du Québec ont été octroyées par la reine Victoria le 26 mai 1868 et modifiées par le gouvernement du Québec le 9 décembre 1939.

## Histoire

Ancien blason du Québec entre 1868 et 1939.

En 1868, soit un an après la Confédération canadienne, le Québec reçoit en même temps que les autres provinces un blason par un brevet royal de la reine Victoria. Il se blasonne alors ainsi :

« D'or à la fasce de gueules chargé d'un léopard d'or armé et lampassé d'azur, accompagné au chef de deux fleurs de lys d'azur et à la pointe d'une branche d'érable à sucre à triple feuille de sinople, aux nervures du champ. »

Les fleurs de lys symbolisent la première colonisation du territoire du Québec par les Français, le lion est issu des armoiries britanniques et les feuilles d'érable sont un symbole du Canada.
En 1939, le secrétaire de la province recommande l’adoption de nouvelles armes afin de « les rendre conformes aux données historiques et héraldiques de la province ; que les différents ministères et services de l’administration de cette province emploient un seul et unique blason ;  qu’il est opportun que ce blason soit représenté sur toutes les publications officielles ».
À la suite d'une étude de l’héraldiste Maurice Brodeur, le gouvernement du Québec modifie les armoiries et le blason est le suivant :

« Tiercé en fasce ; d'azur, à trois fleurs de lys d'or ; de gueules, à un léopard d'or, armé et lampassé d'azur ; d'or, à une branche d'érable à sucre à triple feuille de sinople, aux nervures du champ. Timbré de la couronne royale. Sous l'écu, un listel d'argent bordé d'azur portant la devise JE ME SOUVIENS du même. »

Le premier champ est ainsi modifié : d'or aux deux fleurs de lys d'azur il devient d'azur aux trois fleurs de lys d'or, de manière plus conforme aux anciennes armoiries de France. Les armoiries sont en outre dotées d'éléments extérieurs : une couronne et une devise. Contrairement aux autres provinces, cette modification a lieu par décret, sans en référer aux autorités britanniques. L'enchainement des couleurs de champ des trois fasces ainsi remaniées constituent alors une exception à la règle de contrariété des couleurs.

## Composition

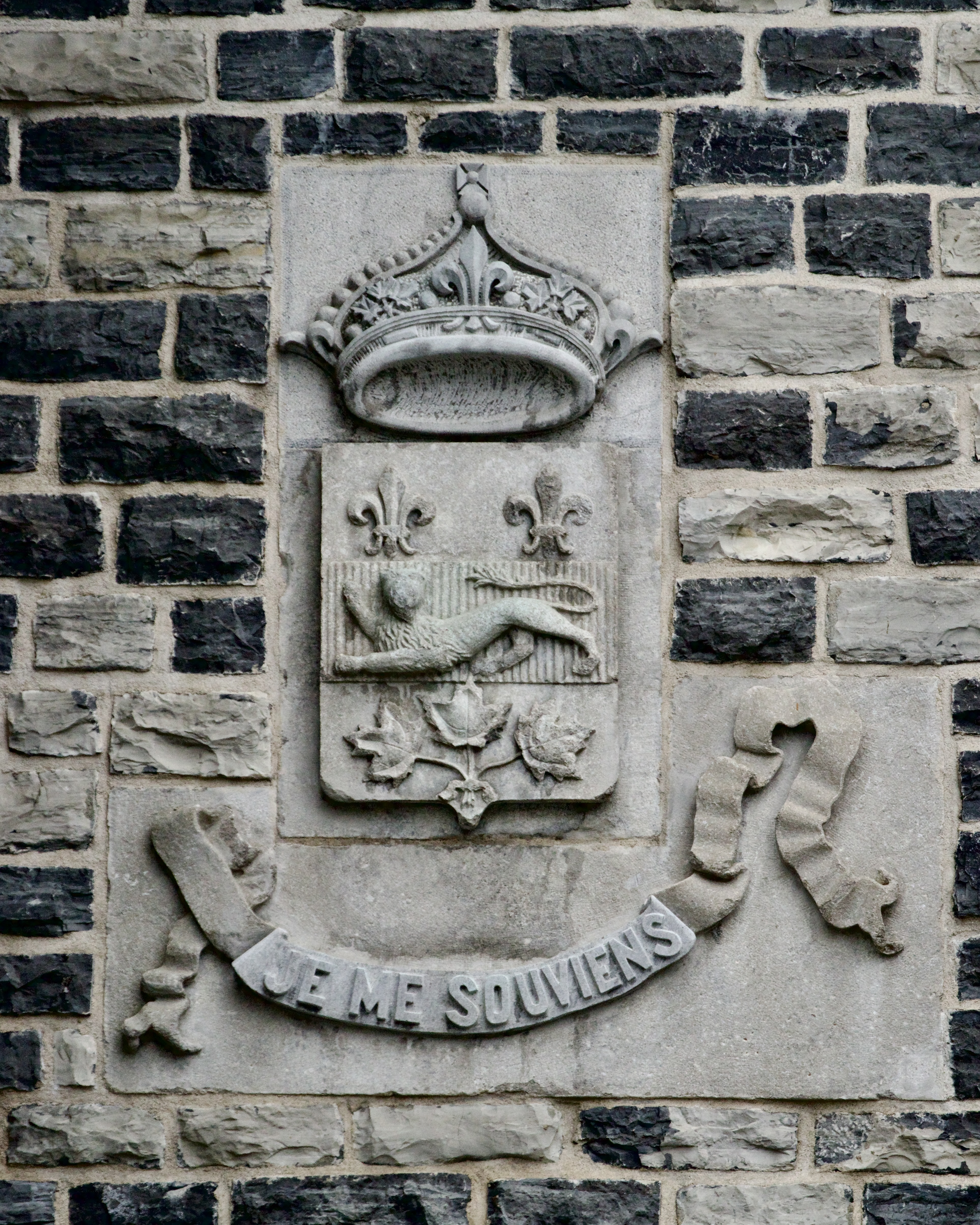
Modèle de 1868 aux Voltigeurs de Québec

L'écu prend généralement la forme d'un écu français moderne. Les fleurs de lys, au nombre de trois depuis 1939, rappellent la Nouvelle-France et sont également présentes sur le drapeau québécois. Le léopard rappelle les armoiries britanniques et les feuilles d'érable sont un symbole commun au Haut et au Bas-Canada, repris dans les armoiries du Canada après qu'elles ont été reprises par le Canada anglais.
La couronne est celle dite des Tudor, qui était couramment utilisée dans les armoiries de l'Empire britannique jusqu'au règne d'Élisabeth II.
La devise du Québec « Je me souviens » est apposée, en dessous sur un bandeau blanc.